# Ljusfotad lira
Ljusfotad lira (Ardenna carneipes) är en fågel i familjen liror inom ordningen stormfåglar.

## Utseende
Ljusfotad lira är en stor, mörk och långvingad lira med en kroppslängd på 41–45 centimeter. Ben och fötter är typiskt rosa och kraftig och ljus med mörk spets. Typiskt är också den grå fläcken på undersidan av handpennorna.

## Utbredning och systematik
Fågeln häckar på öar och karga kuster i södra Indiska oceanen (Saint Paul Island) och sydvästra Stilla havet (Lord Howeön, öar utanför sydvästra Australien, södra Australien och öar utanför Nordön och Sydön i Nya Zeeland. Utanför häckningstid lever den pelagiskt dels i Stilla havet utanför Japan, Ryssland och Korea med mindre antal utanför Nordamerika, dels norrut i Indiska oceanen och västerut till Afrikas sydspets.
Arten ses regelbundet utanför sydöstra Iran och Oman, och har påträffats tillfälligt i Israel, Jordanien och Förenade Arabemiraten.

### Släktestillhörighet
Tidigare fördes den till släktet Puffinus, men DNA-studier visar att det släktet är parafyletiskt i förhållande till Calonectris. De större arterna i Puffinus har därför lyfts ut till ett eget släkte, Ardenna.

## Häckning
Ljusfotad lira häckar i par i bohålor på sluttande mark i kustskog, buskmark eller gräsområden. Boet består av en kammare vid slutet av en 1–3 meter lång tunnel vars ingång ofta täcks av växtmaterial.

## Status och hot
Sedan 2016 bedömer internationella naturvårdsunionen IUCN arten som nära hotad. Även om information saknas från hela populationen finns numera data som visar att bestånden på både Lord Howeön, Sandy Island utanför Australien och Lady Alice Island minskar i antal och att arten påverkas starkt negativt av fisket i Australien. Världspopulationen uppskattas numera till 74.000 häckande par.

## Bilder

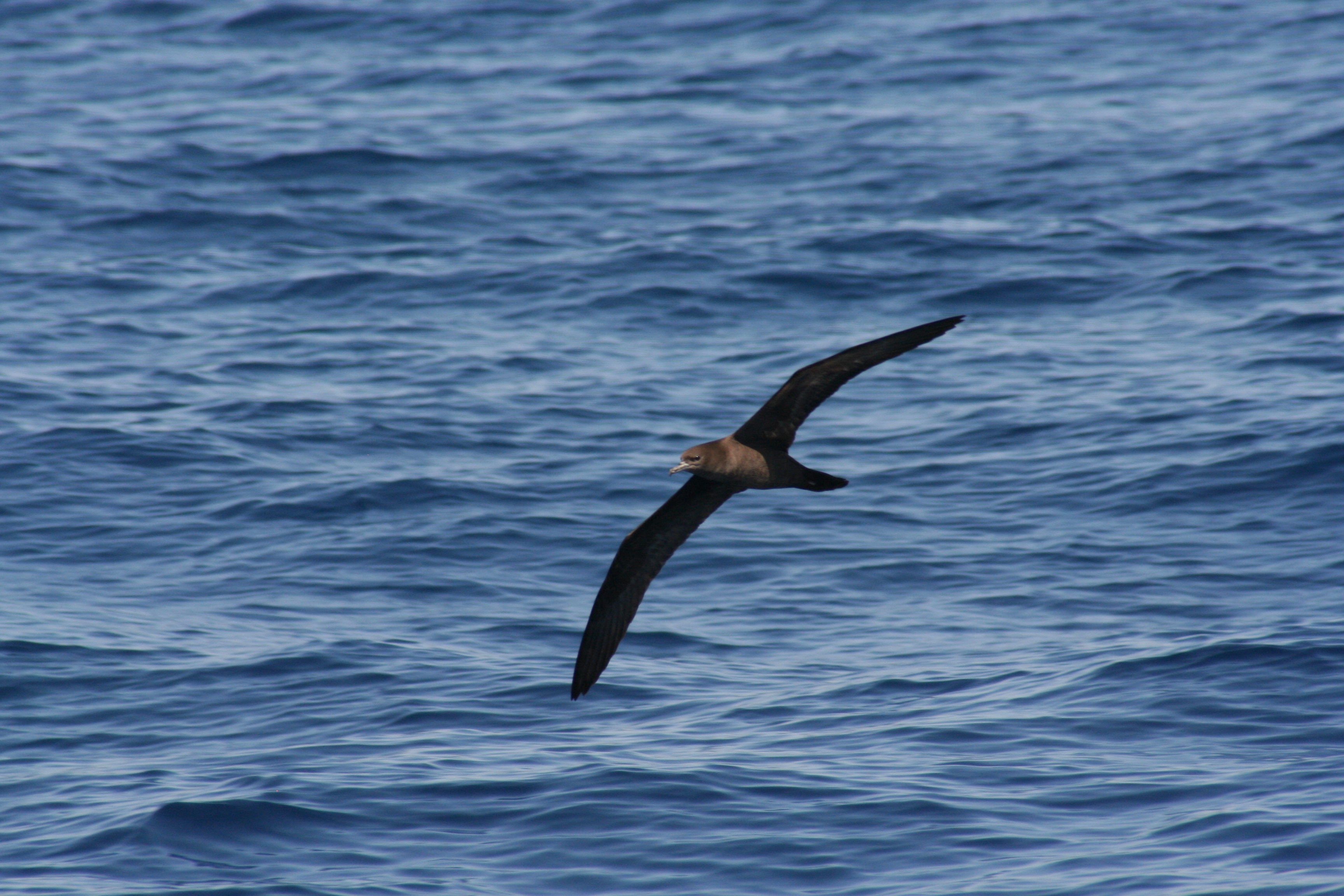
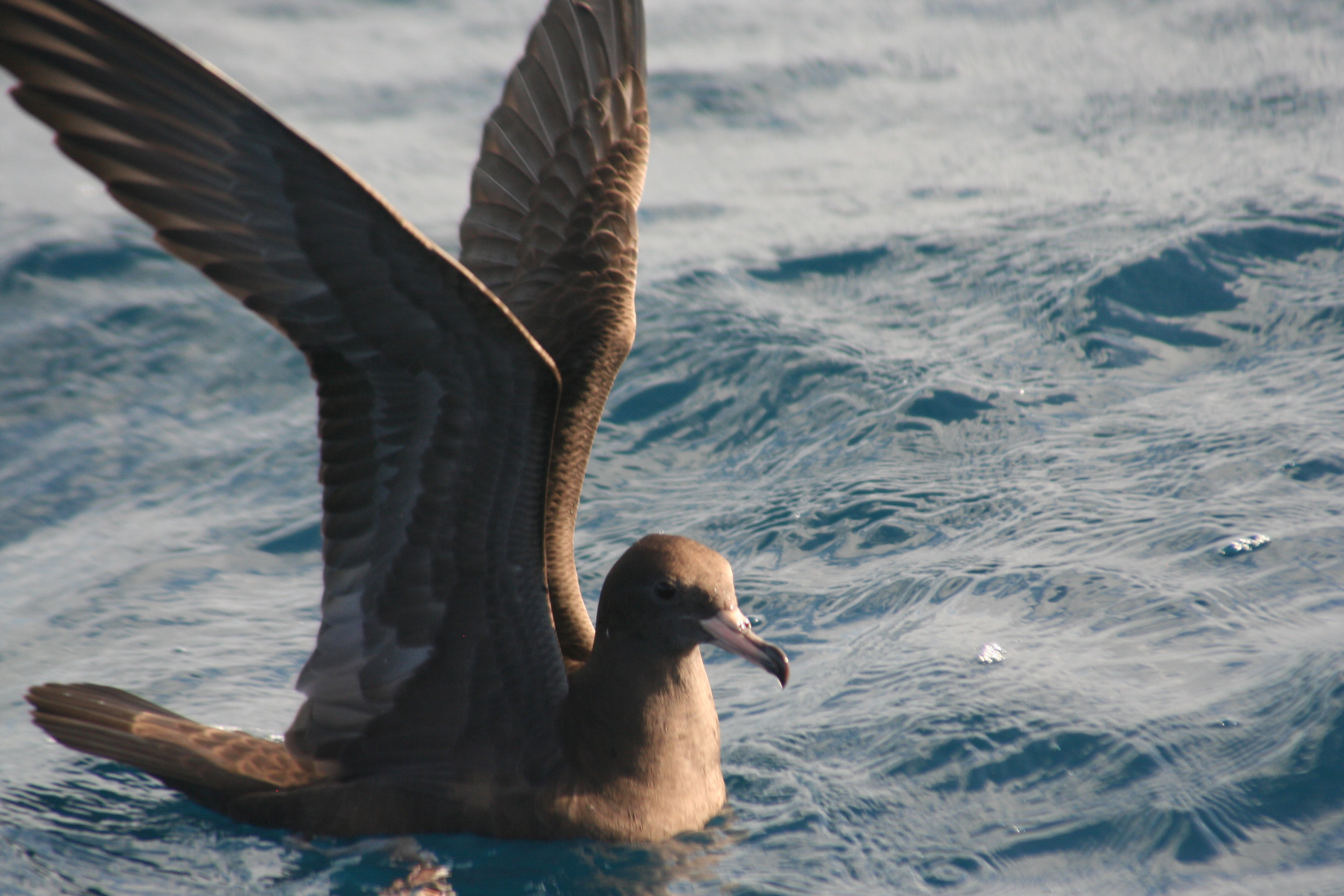